# Rolling Flow
Rolling Flow è uno street album pubblicato da Asher Kuno nel corso del 2008.

## Tracce
Dove non indicato le produzioni sono a cura di Jack the Smoker
1. Il Capo Della Zona Sud Est feat. DJ Ronin
2. Quelli Di Punta feat. Jack the Smoker
3. Potente feat. DJ Ronin
4. Definition of Hardcore feat. Amir, Kayl & DJ Ronin
5. Strette (prod. Luda)
6. Mano Sul Cuore feat. Ricci Marciano & Asom Stordimento (prod. DJ Battle)
7. In Stand By (prod. The Name)
8. Fuori Dalla Tana feat. Bat One, Jack the Smoker & MadBuddy
9. Blocco VS. Kunetti feat. MDT, DDP & D.A.F.A. (prod. Ill Freddo)
10. Pull Up feat. Jack the Smoker & Mec Namara (prod. K9)
11. S.C.A.R.I.C.O. feat. Nasty G, B-Soulless & Micro (prod. Cidda)
12. Al Top feat. DJ Ronin (prod. Phra of Crookers)
13. Alcool Test feat. Bat One, Jack the Smoker, Palla & Lana (prod. Big Edo)
14. Per Tutti i Fra feat. Bat One
15. No More Love (prod. The Name)
16. Illegul Bizniz 2008 feat. Supa (prod. Bosca)
17. Ancora Parla feat. Jack the Smoker & Bat One
18. Bukkake Song feat. B-Money, Jack the Smoker, Bat One & Bukkake Girls